# سیریل آلدن
سیریل آلدن (انگلیسی: Cyril Alden؛ ۱۸۸۴ – ۲۵ ژوئن ۱۹۶۵) دوچرخه‌سواری اهل بریتانیا بود.
از افتخارات وی میتوان به کسب دو مدال نقره در بازی‌های المپیک تابستانی ۱۹۲۰ و یک مدال نقره در بازی‌های المپیک تابستانی ۱۹۲۴ اشاره کرد.